# هوري-سان وميامورا-كن
هوري-سان و ميامورا-كن (باليابانية: 堀さんと宮村くん، بالروماجي: Hori-san to Miyamura-kun Omake) (بالإنجليزية: Hori and Miyamura)‏ هي سلسلة مانغا يابانية من تأليف ورسم هيروكي أداتشي تحت اسم هيرو. نشرت المانغا على الأنترنت من قبل المؤلف على موقعه الكتروني Dokkai Ahen، في فبراير 2007 حتى ديسمبر 2011، ثم نشرت على شكل مانغا مطبوعة من قبل سكوير إنكس، وتم تجميع الفصول في عشرة مجلدات نشرت في 22 أكتوبر 2008 حتى 22 ديسمبر 2011. وتم تجميع فصول إضافية من القصة الجانبية
هوري-سان و ميامورا-كن أوماكي، ونشرت منذ منذ عام 2012، أنتجت أوفا أنمي. قام دايسكي هاغيوارا باقتباس المانغا تحت إشراف
هيرو إلى مانغا تحت اسم هوريميا، نشرت في مجلة غانغان كوميكس في 18 أكتوبر عام 2011 حتى 18 مارس 2021، وتكونت 15 مجلدًا. أنتجت مانغا هوريميا إلى مسلسل أنمي تلفزيوني من قبل استوديو كلوفر وركس، عرض منذ 10 يناير 2021 واستمر عرضه حتى 4 أبريل 2021، وتكون من 13 حلقة.

## القصة
تدور أحداث القصة عن كيوكو هوري هي طالبة في المدرسة الثانوية، وهي محبوبة في مدرستها ومتفوقة في دراستها، إلا أنها تخفي شي عن أصدقائها، وهو أنها ترعى شقيقها الصغير سوتا، وتقوم بالاعمال منزلية بسبب غياب والديها عن المنزل.

## الشخصيات
كيوكو هوري (باليابانية: 堀 京子، بالروماجي: Hori Kyōko)
مؤدية الصوت: أسامي سيتو (أوفا)، هاروكا توماتسو (الأنمي)
إيزومي ميامورا (باليابانية: 宮村 伊澄، بالروماجي: Miyamura Izumi)
مؤدي الصوت: يوشيتسوغو ماتسوؤكا(أوفا)، كوكي أوتشياما(الأنمي)
سوتا هوري (باليابانية: 堀 創太، بالروماجي: Hori Sōta)
مؤدية الصوت: يوميكو كوباياشي (أوفا)، يوكا تيرازاكي (الأنمي)
تورو إيشيكاوا (باليابانية: 石川 透، بالروماجي: Ishikawa Tōru)
مؤدي الصوت: يوشيماسا هوسويا (أوفا)، سييتشيرو ياماشيتا (الأنمي)
يوكي يوشيكاوا (باليابانية: 吉川 由紀، بالروماجي: Yoshikawa Yuki)
مؤدية الصوت: كانا أويدا (أوفا)، يوي كوزاكاي (الأنمي)
كاكيرو سينغوكو (باليابانية: 仙石 翔، بالروماجي: Sengoku Kakeru)
مؤدي الصوت: نوبوناغا شيمازاكي (أوفا)، نوبوهيكو أوكاموتو (الأنمي)
ريمي أياساكي (باليابانية: 綾崎 レミ، بالروماجي: Ayasaki Remi)
مؤدية الصوت: أكيكو هاسيغاوا (أوفا)، ماو إيتشيميتشي (الأنمي)
ساكورا كونو (باليابانية: 河野 桜، بالروماجي: Kōno Sakura)
مؤدية الصوت: يوي نومورا (أوفا)، رينا كوندو (الأنمي)
شو إيورا (باليابانية: 井浦 秀، بالروماجي: Iura Shū)
مؤدي الصوت: هيرو شيمونو (أوفا)، دايكي ياماشيتا (الأنمي)
هونوكا ساوادا (باليابانية: 沢田 ほのか، بالروماجي: Sawada Honoka)
مؤدية الصوت: كي إيموتو (أوفا)، مومو أساكورا (الأنمي)
يونا أوكوياما (باليابانية: 奥山 有菜، بالروماجي: Okuyama Yūna)
مؤدية الصوت: أوي كوغا
يوريكو هوري (باليابانية: 堀 百合子، بالروماجي: Hori Yuriko)
مؤدية الصوت: آي كايانو
كيوسوكي هوري (باليابانية: 堀 京介، بالروماجي: Hori Kyōsuke)
مؤدي الصوت: دايسكي أونو
أكاني ياناغي (باليابانية: 柳 明音، بالروماجي: Yanagi Akane)
مؤدي الصوت: جون فوكوياما
كويتشي شيندو (باليابانية: 進藤晃一، بالروماجي: Shindō Kōichi)
مؤدي الصوت: تاكو ياشيرو
ماكيو تانيهارا (باليابانية: 谷原マキオ، بالروماجي: Tanihara Makio)
مؤدي الصوت: شويا تشيبا
موتوكو إيورا (باليابانية: 井浦基子، بالروماجي: Iura Motoko)
مؤدية الصوت: هيساكو كانيموتو

## وصلات خارجية
- Hori-san to Miyamura-kun webcomic باللغة اليابانية
- Official Horimiya manga website باللغة اليابانية
- Official Horimiya anime website باللغة اليابانية
- هوري-سان وميامورا-كن على موقع ANN manga (الإنجليزية)